# Paris-Nice de 2003
A Paris-Nice de 2003, foi a edição número 61 da carreira, que esteve composta de oito etapas do 9 ao 16 março de 2003. Os ciclistas completaram um percurso de 1.305 km com saída em Issy-les-Moulineaux e chegada a Nice, na França. A carreira foi vencida pelo cazaque Alexandr Vinokourov.
Esta edição será recordada porque na segunda etapa encontrou a morte o ciclista russo Andrei Kivilev da equipa Cofidis. Kivilev, que não levava capacete protector, sofreu fractura do crânio e de duas costelas, caindo em coma. Ao dia seguinte, falecia no hospital de Saint-Étienne.

## Etapas
| Etapa   | Data        | Percurso                            | km       | Ganhador                                        | Líder               |
| ------- | ----------- | ----------------------------------- | -------- | ----------------------------------------------- | ------------------- |
| Prólogo | 9 de março  | Issy-les-Moulineaux (CRI)           | 4,8 km   | Nico Mattan                                     | Nico Mattan         |
| 1ª      | 10 de março | Auxerre-Paray-le-Monial             | 191 km   | Alessandro Petacchi                             | Stuart O'Grady      |
| 2ª      | 11 de março | La Clayette-Saint-Etienne           | 182,5 km | Davide Rebellin                                 | Davide Rebellin     |
| 3ª      | 12 de março | Le Puy-en-Velay-Pont du Gard        | 192,5 km | etapa neutralizada pela morte de Andrei Kivilev | Davide Rebellin     |
| 4ª      | 13 de março | Perrier (CRI)                       | 16,5 km  | Dario Frigo                                     | Dario Frigo         |
| 5ª      | 14 de março | Aix-en-Provence-Toulon (Mont Faron) | 152,5 km | Alexandr Vinokourov                             | Alexandr Vinokourov |
| 6ª      | 15 de março | Toulon-Cannes                       | 194,5 km | Joaquim Rodríguez                               | Alexandr Vinokourov |
| 7ª      | 16 de março | Nice-Nice                           | 160 km   | David Bernabeu                                  | Alexandr Vinokourov |

## Classificações finais

### Classificação geral
| Posição | Ciclista             | Equipa                 | Tempo       |
| ------- | -------------------- | ---------------------- | ----------- |
|         | Alexandr Vinokourov  | Team Telekom           | 23h 30' 04" |
| 2       | Mikel Zarrabeitia    | ONZE                   | + 43"       |
| 3       | Davide Rebellin      | Team Gerolsteiner      | + 54"       |
| 4       | Jorg Jaksche         | ONZE                   | + 55"       |
| 5       | Sylvain Chavanel     | Brioches La Boulangère | + 1' 24"    |
| 6       | David Bernabeu       | Milaneza-MSS           | + 1' 28"    |
| 7       | Claus Michael Moller | Milaneza-MSS           | + 1' 30"    |
| 8       | Volodymir Hustov     | Fassa Bortolo          | + 1' 41"    |
| 9       | Samuel Sánchez       | Euskaltel-Euskadi      | + 1' 48"    |
| 10      | Óscar Pereiro        | Phonak                 | + 2' 04"    |

### Classificação da montanha
| Posição | Ciclista       | Equipa                 | Pontos |
| ------- | -------------- | ---------------------- | ------ |
|         | Tyler Hamilton | Team CSC               | 432    |
| 2       | Jérôme Pineau  | Brioches La Boulangère | 30     |
| 3       | Rui Sousa      | Milaneza-MSS           | 25     |

### Classificação dos pontos
| Posição | Ciclista            | Equipa            | Pontos |
| ------- | ------------------- | ----------------- | ------ |
|         | Laurent Brochard    | Ag2R Prevoyance   | 76     |
| 2       | Alexandr Vinokourov | T-Mobile          | 74     |
| 3       | Samuel Sánchez      | Euskaltel-Euskadi | 69     |

### Classificação dos jovens
| Posição | Ciclista         | Equipa                 | Tempo     |
| ------- | ---------------- | ---------------------- | --------- |
|         | Sylvain Chavanel | Brioches La Boulangère | 23h31'28" |
| 2       | Samuel Sánchez   | Euskaltel-Euskadi      | a 24"     |
| 3       | Kim Kirchen      | Fassa Bortolo          | a 2'52"   |

### Classificação por equipas
| Pos. | Equipa       | Tempo     |
| ---- | ------------ | --------- |
| 1    | ONZE-Eroski  | 70h32'53" |
| 2    | Milaneza-MSS | a 4'08"   |
| 3    | Phonak       | a 9'08"   |